# 중화소비에트공화국
중화소비에트공화국(중국어 정체자: 中華蘇維埃共和國, 간체자: 中华苏维埃共和国, 병음: zhōnghuá sūwéiāigònghéguó)은 중국공산당이 코민테른의 지령을 받아 중화민국 내부에 수립한 소비에트 국가로 초창기에는 중국공산당 혁명근거지로도 불렸다. 중화소비에트 공화국은 소비에트 사회주의 공화국 연방과 몽골 인민공화국에 이어 세번째로 코민테른에 가입한 국가이기도 했다.
1931년 루이진에서 거병하였으나, 국민혁명군의 공세로 자주 위기에 몰렸고 거의 중국 전역으로 장정을 떠나게 된다. 1937년 중일 전쟁이 발발하고 중국국민당과의 국공 합작이 성사되며 해체되었다.

## 역사

### 공산당의 기원
1921년 창당된 중국 공산당은 초기에는 중국의 도시 지역의 좌익 지식인, 노동자를 혁명의 기반으로 하여 코민테른에 의해서 설립되었으며, 쑨원(孫文)의 생전에는 한때 북벌을 위해서 중국 국민당과 제휴하고 있었다. (제1차 국공 합작 참조.)
그러나 쑨원의 사망 이후로 중국 국민당의 정권을 잡은 장제스(蔣介石)는 1927년 4.12사건을 일으켜 중국 공산당에 대한 제압에 들어갔고 공산주의자들을 중국 국민당에서 축출했다. 이를 계기로 중국 공산당은 난창 봉기, 추수 봉기, 광저우 봉기 등 여러 차례 무장 혁명을 시도하였으나 번번이 실패로 돌아갔다. 추수 봉기를 주도했던 마오쩌둥(毛澤東)과 주더(朱德) 등은 봉기에서 실패한 후 토벌군에 쫓겨서 남은 병력을 이끌고 장시성(江西省)과 후난성(湖南省)의 경계에 있는 징강산(井岡山)으로 들어가 중국 내에서 소비에트의 기반을 마련하였다.

### 수립과 전개
1931년 11월 7일 장시성 루이진(瑞金)에서 소련 공산당의 스탈린의 지원을 받아 설립된 중화소비에트공화국은 공산당 당내 경쟁을 거치며 마오쩌둥을 주석으로 장궈타오를 부주석으로 선출하고 소비에트 정부를 선포하였다. 이러한 장시 소비에트 정부는 곧바로 가속화한 장제스의 국민 정부의 공산당 탄압을 피해서 도망쳐온 공산주의자들과 급진주의자들의 피난처가 되어 그 세력을 급속히 확장할 수 있었고 자체적인 우표와 화폐, 중앙은행을 가지며 토지 재분재 정책과 지주 탄압과 농민 보호책으로 일대 농민들의 지지를 얻게 되었고 짧은 기간 안에 수백만 명이 사는 지역을 점거하게 되었다.

### 이후
소련 이외의 세계 어느 나라도 인정하지 않던 이 중화 소비에트 공화국이 세력을 넓혀가자 국민당의 장제스는 1930년부터 1933년에 이르기까지 4차에 걸쳐 대규모 포위 섬멸전, 즉 이른바 "토공전"을 폈으나, 주더 등이 이끄는 홍군의 게릴라 전술에는 쉽게 수를 쓰지 못했다. 그러나 독일군 군사고문단의 조언으로 국민혁명군은 수많은 토치카와 진지를 짓고 더 많은 규모의 병력을 투입해 지구전 전술로 토벌 작전을 펴서 홍군을 압박했다. 1934년 10월 더 이상 버틸 수 없게 된 소비에트주의 정부는 장시의 근거지를 버리고 중국 서북부의 새로운 근거지로 퇴각을 결정하고 이것이 바로 마오쩌둥의 중국 공산당의 장정이 된다. 이후 중화소비에트공화국은 수도를 옌안시(延安市)의 즈단 현으로 옮겼다. 중국 공산당은 옌안에 정착한 후로 투쟁을 계속 이어갔고, 1949년에는 부패한 중국 국민당 장제스 정권을 상대로 한 국공전쟁에서 이기면서 베이징을 수도로, 마오쩌둥을 국가 수반, 장칭을 퍼스트 레이디로 하는 중국 공산당의 중화인민공화국 정권을 수립하게 된다.

### 주요 지도부
- 마오쩌둥: 중앙집행위원회 주석, 중앙군사혁명위원회 주석, 중앙인민위원회 주석
- 주더: 중앙집행위원회 부주석, 중앙군사혁명위원회 부주석, 중앙인민위원회 위원 겸 인민군사부장
- 저우언라이: 중앙집행위원회 위원, 중앙군사혁명위원회 부주석, 중앙인민위원회 위원
- 장궈타오: 중앙집행위원회 부주석, 중앙인민위원회 위원 겸 인민사법부장
- 펑더화이: 중앙집행위원회 위원, 중앙군사혁명위원회 부주석
- 취추바이: 중앙집행위원회 위원, 중앙인민위원회 위원 겸 인민교육부장, 중화소비에트대학 교장, 인민선전부장
- 선쩌민: 중앙집행위원회 위원, 인민선전부장, 허난•안후이•후베이성 소비에트 서기

### 독자 화폐 사용
당시 중화소비에트공화국은 쑨원의 얼굴이 들어간 중국의 화폐를 인정하지 않았으며, 소련과 코민테른의 전 지도자 레닌의 초상을 새겨넣은 화폐를 자체 제작하여 사용하였다.

## 같이 보기
- 코민테른
- 고려 공산당
- 조선 공산당
- 남조선 로동당
- 조선 로동당
- 최용건
- 최현
- 중국공산당
- 마오쩌둥
- 주더
- 천두슈
- 리다자오
- 루쉰
- 홍군
- 마오둔
- 궈모뤄
- 옌안
- 중화인민공화국
- 프롤레타리아 독재
- 삼반오반운동
- 반우파 운동
- 대약진 운동
- 장칭
- 인민영웅기념비
- 문화대혁명
- 공산주의
- 사회주의
- 프롤레타리아 혁명
- 소비에트